# عرب فرنسا
هم عرب يعيشون في فرنسا اغلبهم من المغرب العربي وأقلية من المشرق العربي في فرنسا يشكلون أكبر مجموعة عرقية بعد الفرنسيون
وفقا لميشيل وهو باحث في المعهد الوطني للدراسات الديموغرافية، كان هناك 7 ملايين شخص من أصل عربي يقيمون في فرنسا

## مشاهير
- إدوارد إيتيين دي روتشيلد، رائد أعمال وهو من عائلة روتشيلد اليهودية، له اصول سورية[1]
- محمد الطراد ملياردير من أصل سوري
- ميشيل شلهوب ملياردير فرنسي من أصل سوري[2]
- بشار كيوان رجل أعمال سوري
- جمال دبوز، ممثل، والكوميدي، والمنتجة.
- جاد المالح، ممثل، والكوميدي، والمنتجة.
- طاهر رحيم، ممثل
- رشدي زيم، ممثل
- عصام شحرور، عالم في الهندسة المدنية.[3]

## الشخصيات العامة والسياسيين
- رشيدة داتي، عضو البرلمان الأوروبي، وزير العدل السابق.